# Juan Vicente de Güemes

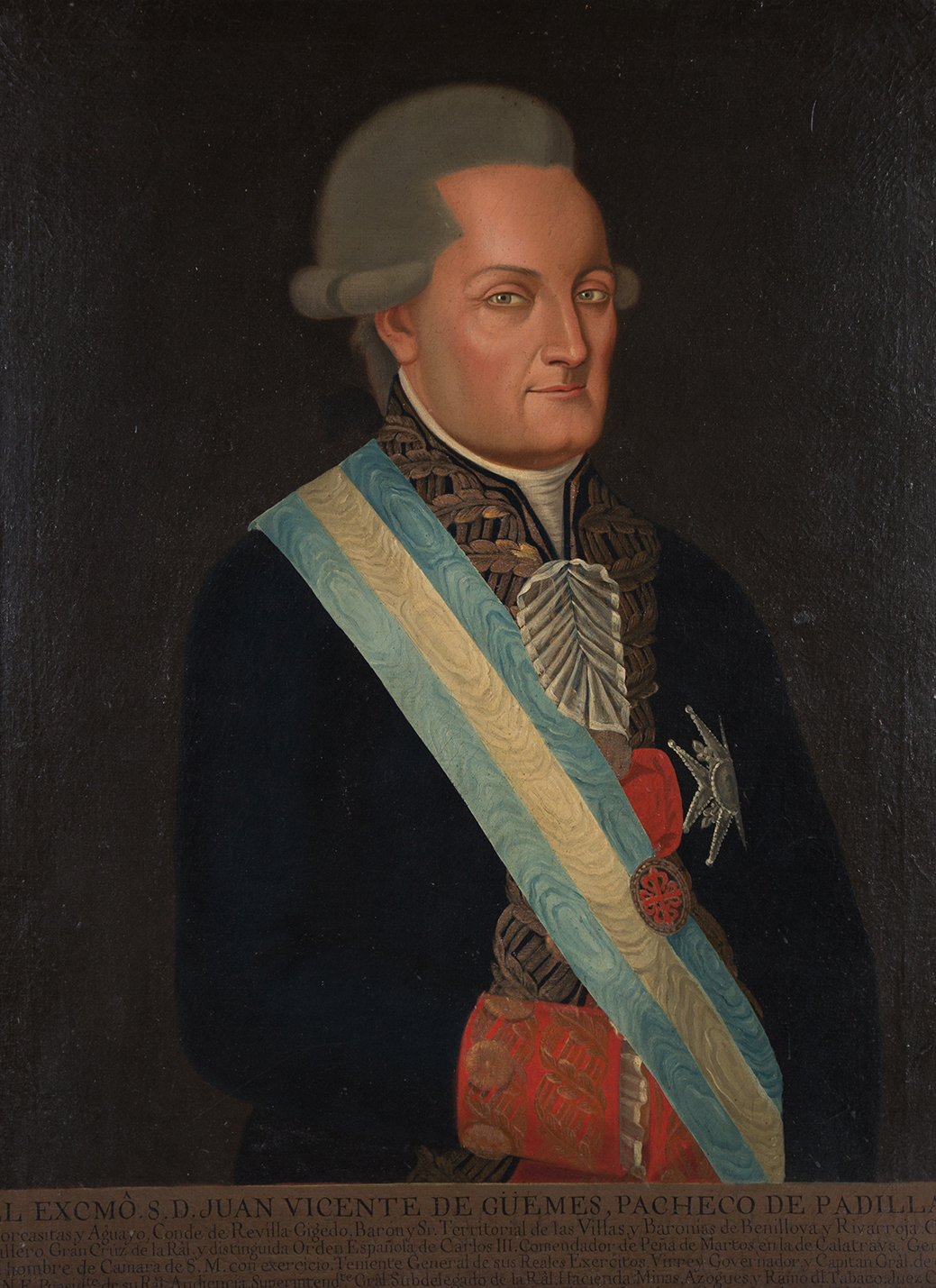
Juan Vicente de Güemes

Juan Vicente de Güemes Pacheco y Horcasitas, Graf (spanisch: conde) von Revillagigedo (* 5. April 1738 in Havanna, Kuba; † 12. Mai 1799 in Madrid, Spanien), war ein spanischer Kolonialverwalter, der als Vizekönig von Neuspanien amtierte.

## Leben

### Familie, Jugend und Ausbildung
Juan Vicente de Güemes kam in Havanna als Sohn von Juan Francisco de Güemes y Horcasitas zur Welt, der zum Zeitpunkt von Juans Geburt Gouverneur von Kuba war. Als sein Vater 1746 zum Vizekönig von Neuspanien ernannt wurde, zog die Familie nach Mexiko-Stadt.
Juan Vicente wurde mit seinem Bruder in Philosophie und Latein unterrichtet, zugleich erhielt er aber eine Kadettenausbildung. Im Alter von 15 Jahren befahl er die Palastgarde des Vizekönigreiches. 1756 kehrte er mit seinem Vater nach Spanien zurück.
Er heiratete N. Llera. Keines seiner Kinder überlebte ihn.

### Militärkarriere
Während seine Eltern nach Madrid gingen, wo seine Mutter bald darauf starb, trat Juan Vicente de Güemes ins Wachregiment von Cádiz ein. 1762 wechselte er nach Ceuta, wo er ein Regiment übernahm, dessen Oberster zuvor verstorben war.
Im Rahmen des Siebenjährigen Krieges beteiligte er sich im selben Jahr am Feldzug der Spanier gegen Portugal. Auf Befehl von Graf Aranda, dem Oberbefehlshaber des spanischen Heeres, segelte er nach Panama, um den Isthmus von Panama gegen mögliche britische Attacken zu verteidigen.
In Panama sah er sich einem Aufstand einheimischer Milizionäre gegenüber, als er die Verteidigungsarmee aufstellen wollte. Mitten in den Kriegsvorbereitungen erreichte ihn die Nachricht vom Tode seines Vaters in Spanien, der Erbstreitigkeiten in der Familie ausgelöst hatte. Sein Vater war nach seiner Rückkehr von König Karl III. zum Grafen erhoben worden, so dass neben den materiellen Gütern auch der Adelstitel Anlass der Dispute war.
Güemes verließ seinen Posten und reiste eigenmächtig nach Spanien, ohne dafür die Erlaubnis seiner Vorgesetzten einzuholen. Dadurch fiel er bei Hof in Ungnade. Erst José Moñino y Redondo, Graf Floridablanca, reaktivierte ihn für die Belagerung von Gibraltar (1779–1783).
Mit dem Frieden von Paris (1783) endete der Krieg gegen die Briten, und Güemes ging nach Madrid. Allerdings übernahm er keine Position am Hofe, sondern ging seinen Geschäften nach, die ihm gute Erträge brachten. 1788 wurde ihm die Leitung des Banco San Carlos, der staatseigenen Finanzierungsstelle für Kriegsvorhaben angetragen.
Mit dem Tode von König Karl III. war die Zeit seiner Verbannung vom Hof vorbei. Graf Floridablanca schlug Güemes für den Posten des Vizekönigs des Río de la Plata vor, ehe er aber abreisen konnte, wurde das weit bedeutendere Amt des neuspanischen Vizekönigs frei, da Manuel Antonio Flórez um Ablösung gebeten hatte.

### Amtszeit als Vizekönig von Neuspanien
Güemes nahm an und erreichte Veracruz Anfang August 1789. Am 18. August hielt er Einzug in der Hauptstadt Mexiko-Stadt. Gleich zu Beginn seiner Amtszeit ereignete sich ein schweres Verbrechen: Mehrere bewaffnete Banditen überfielen das Haus des Kaufmanns Joaquín Dongo und töteten elf Personen dort. Entgegen der üblichen Praxis jahrelanger und ergebnisloser Prozesse erreichte der Vizekönig die Erfassung, Verurteilung und Exekution der Täter innerhalb weniger Tage.
Güemes machte sich rasch an ein umfassendes Reformprogramm: Er strukturierte die Verwaltung der Hauptstadt und der Intendencias neu, fügte den bestehenden 12 Intendencias 4 weitere hinzu und richtete einen regelmäßigen Postverkehr zwischen der Hauptstadt und den dezentralen Verwaltungszentren ein, der zunächst alle fünf Tage ging. Zudem ließ er Bergbau und Landwirtschaft modernisieren und verbesserte das Bildungswesen, speziell für die indigene Bevölkerung. Die Finanzverwaltung wurde ausgebaut, und die gestiegene Wirtschaftskraft führte zu erhöhten Steuereinnahmen.
Eine Volkszählung, die er 1791 anordnete, ergab, dass Mexiko-Stadt über 111.000 Einwohner zählte, darunter 4.250 Soldaten und knapp 8.000 Kleriker. Zahlreiche Bauwerke wurden in seiner Amtszeit vollendet, darunter die beiden Türme der Kathedrale. Bei Planierungsarbeiten an der Plaza Mayor entdeckten Arbeiter im Dezember 1790 den aztekischen Stein der Sonne. Die Märkte, die bis dahin auf dem Hauptplatz abgehalten worden waren, mussten an dezentrale Standorte wandern.
Güemes ließ Straßen pflastern und die Hauptstraßen nachts beleuchten. Er verbesserte die Trinkwasserversorgung und untersagte den Mexikanern, ihren Müll auf der Straße zu entsorgen. Ab 1793 richtete er den ersten öffentlichen Kutschendienst in der Hauptstadt ein und ließ die Hauptstraßen zwischen den bedeutenderen Orten ausbauen. Erste Maßnahmen zum Feuerschutz wurden erlassen, und der Vizekönig befahl, dass die Toten auf Friedhöfen außerhalb der Siedlungen zu bestatten seien. Zur Finanzierung all dieser Maßnahmen führte er eine staatliche Lotterie ein.
Während Güemes' Amtszeit suchte der italienische Seefahrer Alessandro Malaspina di Mulazzo im Auftrag der Spanier an der Pazifikküste Nordamerikas nach einem Zugang zur Nordwestpassage und erforschte die Küste. Ende 1789 kehrte die Besatzung der spanischen Siedlung in der Nootka-Bucht zurück; die Spanier unter Esteban José Martínez hatten vor Ort britische Schiffe aufgebracht und mitsamt ihren Besatzungen nach Mexiko geschickt; dies führte zu erheblichen diplomatischen Verwicklungen in Europa, der sogenannten „Nootka-Krise“. Güemes kritisierte den Expeditionsleiter. Eine weitere Expedition unter Francisco de Eliza folgte im Frühjahr 1790.
Außenpolitisch blieb Neuspanien unter Juan Vicente de Güemes von Kriegen weitgehend verschont. Afrikanische Sklaven hatten sich ab 1791 im französischen Teil der Insel Hispaniola gegen die Kolonialherren erhoben, und spanische und britische Truppen verhinderten ein Übergreifen auf ihre Herrschaftsgebiete.

### Rückkehr nach Europa
1794 wurde er abberufen, möglicherweise im Zusammenhang mit Vorwürfen, die politische Gegner gegen ihn am Hof gestreut hatten. Er übergab seinem Nachfolger detaillierte Hinweise und verließ Veracruz Ende Dezember 1794.
Im April 1795 kam er in Spanien an. König Karl IV. (bzw. sein mächtiger Ministerpräsident Manuel de Godoy) ernannte ihn zum Generalkapitän von Barcelona und zum kommandierenden General der Artillerie. Beide Ämter konnte er nicht antreten, da er von wiederkehrenden Migräneanfällen heimgesucht wurde.
Die Revision seiner Amtszeit (Juicio de Residencia) zog sich über mehrere Jahre hin -- wohl auch weil die Vorwürfe gegen ihn akribisch untersucht wurden. Juan Vicente de Güemes erlebte das positive Urteil nicht mehr, da er im Mai 1799 starb. Den Grafentitel erbte sein jüngerer Bruder Antonio María.

## Ehrungen
Zu seinen Ehren wurde Orcas Island (ursprünglich Horcasitas) im heutigen US-Bundesstaat Washington benannt.